# Bujidska dinastija
Bujidska dinastija (perzijsko آل بویه; Āl-e Buye) je ime iranske države, ki se je med 10. in 11. stoletjem raztezalo na ozemlju današnjega Irana, Iraka, Azerbajdžana in Omana. Ustanovitelji dinastije Bujidov so bili Daylamiti, Perzijci iz Gilana, za ustanovitelja pa velja Imad al-Daula leta 934. Leta 980 je bil velik del iranske planote združen pod skupnim vladarjem, ki je promoviral šiitski islam kot državno vero, pa tudi sasanidsko monarhijo zapuščino, kot je kraljevi naziv šahanšah ali veliki kralj. Sredi 11. stoletje je Bujidska monarhija doživlja upad, zato Gaznavidi in Seldžuki prevzamejo vodilno politično vlogo. Država je nehala obstajati leta 1062.

## Bujidski vladarji

### Glavni vladarji
Na splošno so bili trije najmočnejši bujidski emirji v danem času tisti, ki so nadzorovali province Fars, Jibal in Irak. Včasih je vladar vladal več kot eni regiji, vendar noben bujidski vladar ni nikoli neposredno nadzoroval vseh treh regij.
Bujidi v Farsu (Shiraz)
- Imad al-Dawla (934–949)
- 'Adud al-Dawla (949–983)
- Šaraf al-Davla (983–989)
- Samsam al-Dawla (989–998)
- Baha' al-Dawla (998–1012)
- Sultan al-Dawla (1012–1024)
- Abu Kalijar (1024–1048)
- Abu Mansur Fulad Sutun (1048–1051)
- Abu Sa'd Khusrau Shah (1051–1054)
- Abu Mansur Fulad Sutun (1051–1062)

Bujidi v Jibalu (Ray)
- Rukn al-Dawla (935–976)
- Fakhr al-Dawla (976–980)
- Mu'ayyad al-Dawla (980–983)
- Fakhr al-Dawla (ponovno; 984–997)
- Majd al-Dawla (997–1029)

Bujidi v Iraku (Bagdad)
- Mu'izz al-Dawla (945–967)
- 'Izz al-Dawla (966–978)
- 'Adud al-Dawla (978–983)
- Samsam al-Dawla (983–987)
- Šaraf al-Davla (987–989)
- Baha' al-Davla (989–1012)
- Sultan al-Davla (1012–1021)
- Mušarif al-Davla (1021–1025)
- Džalal al-Davla (1025–1044)
- Abu Kalijar (1044–1048)
- Al-Malik al-Rahim (1048–1055)

### Manj pomembni vladarji
Ni bilo neobičajno, da so mlajši sinovi ustanovili stranske linije ali da so posamezni člani Bujidov prevzeli nadzor nad provinco in tam začeli vladati. Naslednji seznam ni popoln.
'Bujidi v Basri
- Diya' al-Dawla (980-a)

Bujidi v Hamadanu
- Mu'ayyad al-Dawla (976–983)
- Shams al-Dawla (997–1021)
- Sama' al-Dawla (1021–1024)

Bujidi v Kermanu
- Qawam al-Dawla (1012–1028)

Bujidi v Khuzistanu
- Taj al-Dawla (980)